# Graffenrieda conostegioides
Graffenrieda conostegioides är en tvåhjärtbladig växtart som beskrevs av José Jéronimo Triana. Graffenrieda conostegioides ingår i släktet Graffenrieda och familjen Melastomataceae.
Artens utbredningsområde är Colombia. Inga underarter finns listade i Catalogue of Life.